# Scott Adams
Scott Adams (Windham, 8 de junho de 1957) é um cartunista norte-americano, o criador da história em quadrinhos Dilbert e autor de várias obras de não-ficção de satíricas de negócios. O personagem Dilbert, inspirado nos anos em que o autor trabalhou na Pacific Bell, ganhou destaque nos EUA durante o período de downsizing na América dos anos 1990 e alcançou uma audiência mundial. Adams trabalhou em vários cargos de negócios antes de se tornar um cartunista em tempo integral em 1995. Ele escreve de forma satírica, muitas vezes sarcástica, sobre o cenário social e psicológico dos trabalhadores de colarinho branco nas corporações modernas.
Adams cunhou várias palavras e frases ao longo dos anos, incluindo Confusopólio (empresas que se mantêm à tona apenas enganando intencionalmente seus clientes), Princípio Dilbert (uma variante em forma de sátira do famoso Princípio de Peter), Elbonia como abreviação de trabalho offshore, e Pointy-Haired Boss /PHB e Induhvidual como insultos.

## Reconhecimento
Adams recebeu reconhecimento por seu trabalho, incluindo o Prêmio Reuben da National Cartoonist Society e o Prêmio Newspaper Comic Strip de 1997 por seu trabalho em Dilbert. Ele subiu no ranking da European Foundation for Management Development (EFMD) dos 50 pensadores de gestão mais influentes, ficando em 31º em 2001, 27º em 2003, e 12º em 2005, mas caiu para 21º em 2007. Ele não colocou em 2009.
Ele recebeu o Prêmio NCTE George Orwell por Contribuição Distinta para Honestidade e Clareza em Linguagem Pública por sua participação em "Mission Impertinent".

## Publicações

### Compilações de Dilbert
- Always Postpone Meetings with Time-Wasting Morons (1992)
- Shave the Whales (1994)
- Bring Me the Head of Willy the Mailboy! (1995)
- It's Obvious You Won't Survive by Your Wits Alone (1995)
- Still Pumped from Using the Mouse (1996)
- Fugitive from the Cubicle Police (1996)
- Casual Day Has Gone Too Far (1997)
- I'm Not Anti-Business, I'm Anti-Idiot (1998)
- Journey to Cubeville (1998)
- Don't Step in the Leadership (1999)
- Random Acts of Management (2000)
- Excuse Me While I Wag (2001)
- When Did Ignorance Become a Point of View? (2001)
- Another Day in Cubicle Paradise (2002)
- All Dressed Down and Nowhere to Go (2002) (Still Pumped from Using the Mouse, Casual Day Has Gone Too Far e I'm Not Anti-Business, I'm Anti-Idiot combinado)
- When Body Language Goes Bad (2003)
- Words You Don't Want to Hear During Your Annual Performance Review (2003)
- Don't Stand Where the Comet Is Assumed to Strike Oil (2004)
- The Fluorescent Light Glistens Off Your Head (2005)
- Thriving on Vague Objectives (2005)
- Try Rebooting Yourself (2006)
- Positive Attitude (2007)
- This Is the Part Where You Pretend to Add Value (2008)
- Dilbert 2.0: 20 Years of Dilbert (2008)
- Freedom's Just Another Word for People Finding Out You're Useless (2009)
- 14 Years of Loyal Service in a Fabric-Covered Box (2009)
- I'm Tempted to Stop Acting Randomly (2010)
- How's That Underling Thing Working Out for You? (2011)
- Teamwork Means You Can't Pick the Side that's Right (2012)
- Your New Job Title Is "Accomplice" (2013)
- I Sense a Coldness to Your Mentoring (2013)
- Go Add Value Someplace Else (2014)
- Optimism Sounds Exhausting (2015)
- I'm No Scientist, But I Think Feng Shui Is Part of the Answer (2016)
- Dilbert Gets Re-accommodated (2017)
- Cubicles That Make You Envy the Dead (2018)
- Dilbert Turns 30 (2019)

### Compilações especiais
- Build a Better Life by Stealing Office Supplies: Dogbert's Big Book of Business (1991)
- Dogbert's Clues for the Clueless (1993)
- Seven Years of Highly Defective People (1997)
- Dilbert Gives You the Business (1999)
- A Treasury of Sunday Strips: Version 00 (2000)
- What Do You Call a Sociopath in a Cubicle? Answer: A Coworker (2002)
- It's Not Funny If I Have to Explain It (2004)
- What Would Wally Do? (2006)
- Cubes and Punishment (2007)
- Problem Identified: And You're Probably Not Part of the Solution (2010)
- Your Accomplishments Are Suspiciously Hard to Verify (2011)
- I Can't Remember If We're Cheap or Smart (2012)

### Outros livros deDilbert
- Telling It Like It Isn't (1996)
- You Don't Need Experience If You've Got Attitude (1996)
- Access Denied: Dilbert's Quest for Love in the Nineties (1996)
- Conversations With Dogbert (1996)
- Work Is a Contact Sport (1997)
- The Boss: Nameless, Blameless and Shameless (1997)
- The Dilbert Bunch (1997)
- No You'd Better Watch Out (1997)
- Please Don't Feed the Egos (1997)
- Random Acts of Catness (1998)
- You Can't Schedule Stupidity (1998)
- Dilbert Meeting Book Exceeding Tech Limits (1998)
- Trapped in a Dilbert World: Book Of Days (1998)
- Work—The Wally Way (1999)
- Alice in Blunderland (1999)
- Dilbert Sudoku Comic Digest: 200 Puzzles Plus 50 Classic Dilbert Cartoons (2008)

### Publicações de negócios relacionadas aDilbert
- Dilbert Newsletter (since 1994)
- The Dilbert Principle (1996)
- Dogbert's Top Secret Management Handbook (1996)
- The Dilbert Future (1997)
- The Joy of Work (1998)
- Dilbert and the Way of the Weasel (2002)
- Slapped Together: The Dilbert Business Anthology (2002) (The Dilbert Principle, The Dilbert Future, e The Joy of Work, publicados juntos em um livro)
- Dilbert's Guide to the Rest of Your Life: Dispatches from Cubicleland (2007)

### Publicações não relacionadas aDilbert
- God's Debris (2001)
- The Religion War (2004)
- Stick to Drawing Comics, Monkey Brain! (2007)
- How to Fail at Almost Everything and Still Win Big (2013)[1]
- Ganhar de Lavada (edição brasileira de Win Bigly: Persuasion in a World Where Facts Don't Matter). Rio de Janeiro: Record, 2018. ISBN 8501113247
- Loserthink: How Untrained Brains Are Ruining America (2019)
- Reframe Your Brain: The User Interface for Happiness and Success (2023)